# Viktor Andreevič Kravčenko
(Viktor Kravčenko)
Viktor Andreevič Kravčenko (in russo Виктор Андреевич Кравченко?, in ucraino Віктор Андрійович Кравченко?, Viktor Andrijovyč Kravčenko; Ekaterinoslav, 11 ottobre 1905 – New York, 25 febbraio 1966) è stato un diplomatico, militare e defezionista sovietico.
Scrisse le sue esperienze di vita e di ufficiale sovietico nel libro I Chose Freedom pubblicato nel 1946 e tradotto in Italia nel 1948 col titolo Ho scelto la libertà, in cui racconta la tragedia dell'Holodomor e la sua scelta di dissidenza e diserzione.

## Biografia
(Viktor Kravčenko, Ho scelto la libertà)
Nato in Ucraina, al tempo Impero russo, in una famiglia di rivoluzionari, Kravčenko divenne ingegnere e lavorò nella regione del Donbass. Si unì al Partito Comunista dell'Unione Sovietica nel 1929. Fu testimone della riduzione alla fame e della moria su vasta scala dei contadini ucraini durante la collettivizzazione forzata (vedi Holodomor). Tale esperienze e le esecuzioni cui fu testimone lo allontanarono dal regime sovietico.
Durante la seconda guerra mondiale, fu capitano dell'Armata Rossa prima di essere mandato in missione diplomatica a Washington. Nel 1943 chiese ed ottenne asilo politico agli Stati Uniti mentre le autorità sovietiche ne chiesero l'estradizione come traditore. Visse sotto falso nome e sposò Cynthia Kusher, da cui ebbe due figli che rimasero all'oscuro della sua identità: Andrew e Anthony.
Le sue famose memorie Ho scelto la libertà, contenenti estese rivelazioni sulla collettivizzazione, i campi di prigionia e l'uso del lavoro forzato, furono pubblicate in un periodo di tensione fra l'Unione Sovietica e l'Occidente. 
(Explicit di Ho scelto la libertà)
L'autore fu duramente attaccato dal regime sovietico e dai partiti comunisti internazionali. Il settimanale del partito comunista francese Les Lettres françaises lo accusò di mentire e di essere una spia occidentale. Kravčenko denunciò la redazione e nel 1949 ebbe luogo quello che fu chiamato Il processo del secolo, cui parteciparono centinaia di testimoni. Mentre il regime sovietico mobilitò vecchi colleghi di Kravčenko e la sua ex moglie per denunciarlo, gli avvocati dell'autore chiamarono sopravvissuti ai campi di prigionia. Fra essi era Margarete Buber-Neumann, vedova di Heinz Neumann, ex dirigente del Partito Comunista di Germania esautorato nel 1932 e fucilato nel 1937 nell'ambito delle Grandi purghe di Stalin. Lei stessa era stata prigioniera del Gulag e, dopo il patto Molotov-Ribbentrop del 1939, fu consegnata dall'URSS alla Germania di Hitler e reclusa nel campo di concentramento di Ravensbrück. Il processo terminò con la vittoria di Kravčenko che, ottenendo un risarcimento economico simbolico di un franco, agitò non poco le acque del comunismo internazionale. La decisione di Kravchenko di disertare ha portato i parenti rimasti in Unione Sovietica ad affrontare molestie, imprigionamenti e persino la morte, con più di 30 parenti di Kravchenko uccisi come rappresaglia per la sua defezione. È noto che Kravchenko fu localizzato dagli agenti dell'NKVD nel 1944 e successivamente sorvegliato da vicino da esso, in particolare da Mark Zborowski e successivamente dalla sezione operazioni speciali del KGB.
Kravchenko fu trovato morto nel 1966, apparentemente suicida tramite arma da fuoco.
La morte di Kravchenko per una ferita da proiettile venne ufficialmente dichiarata suicidio dalle autorità statunitensi, e questa opinione è generalmente accettata, anche dal biografo Gary Kern. Come socialista democratico, Kravchenko aveva investito i propri guadagni nella costruzione di fattorie collettive per operai in Sudamerica, ma era fallito e soffriva di depressione.
I file dell'FBI ottenuti da Kern dopo una causa di sei anni mostrano che il presidente Lyndon B. Johnson si era fortemente interessato al suicidio di Kravchenko e aveva chiesto all'FBI di determinare se la sua lettera di suicidio fosse autentica o una fabbricazione sovietica. L'FBI ha stabilito che era autentica, ma alcuni dettagli riguardanti gli ultimi giorni di Kravchenko rimangono dubbi, e suo figlio Andrew crede che possa essere stato vittima di un assassinio del KGB. Andrew Kravchenko ha prodotto un film documentario nel 2008, The Defector, su suo padre.